# Кошешть (комуна)
Кошешть, Кошешті (рум. Coșești) — комуна у повіті Арджеш в Румунії. До складу комуни входять такі села (дані про населення за 2002 рік):
- Жупинешть (1061 особа)
- Кошешть (1113 осіб)
- Лейчешть (1025 осіб)
- Лепушань (358 осіб)
- Петрешть (945 осіб)
- Печою (753 особи)
- Прісяка (229 осіб)

Комуна розташована на відстані 119 км на північний захід від Бухареста, 23 км на північ від Пітешть, 117 км на північний схід від Крайови, 86 км на південний захід від Брашова.

## Населення
За даними перепису населення 2002 року у комуні проживали 5484 особи.
Національний склад населення комуни:
| Національність | Кількість осіб | Відсоток |
| -------------- | -------------- | -------- |
| румуни         | 5239           | 95,5%    |
| цигани         | 244            | 4,4%     |
| угорці         | 1              | < 0,1%   |

Рідною мовою назвали:
| Мова      | Кількість осіб | Відсоток |
| --------- | -------------- | -------- |
| румунська | 5336           | 97,3%    |
| циганська | 147            | 2,7%     |
| угорська  | 1              | < 0,1%   |

Склад населення комуни за віросповіданням:
| Релігія       | Кількість осіб | Відсоток |
| ------------- | -------------- | -------- |
| православні   | 5468           | 99,7%    |
| бретрени      | 10             | 0,2%     |
| лютерани      | 3              | 0,1%     |
| п'ятдесятники | 2              | < 0,1%   |
| римо-католики | 1              | < 0,1%   |